# L’Amara
L’Amara ist ein 2018 gegründetes Neofolk-Projekt.

## Geschichte
Inspiriert von dem Wunsch, die Atmosphäre einer Bar oder Osteria und Erinnerungen an verlorene Lieben sowie die Jugend, einzufangen gründeten Vincenzo Auteri, Adriano Vincenti und Giovanni Leonardi die Band L’Amara unter der Initiative von Vincenti mit der Neigung zu Musikgruppen die die beschriebenen Ideen für ihn repräsentierten. Darunter verstand Vincenti besonders Gruppen die Neofolk mit italienischer Sprache und regionalen Harmonien nutzten, wie Ain Soph, Calle della Morte und Foresta di Ferro. Mit dieser Grundidee wand sich das Trio an weitere Musiker des Post-Industrial und Neofolk.
So formierte sich um Vincenti, Auteri und Leonardi L’Amara als „eine Art Supergroup der italienischen Subkultur, an der […] Mitglieder von Calle Della Morte, NG, Roma Amor, Macelleria Mobile di Mezzanotte, Teatro Satanico, Forresta di Ferro und anderen Underground-Bands“ beteiligt wurden. Als feste Basis blieb dabei das Trio erhalten.
Durch die Labelarbeiten von Auteri mit Hau Ruck! SPQR und Signora Ward Records von Vincenti erschienen die Veröffentlichungen als Kooperation beider Label. Das Debüt L’Amara wurde 2019 veröffentlicht. Beteiligt waren neben Auteri, Leonardi und Vincenti Andrea De Colle, Jonny Bergman, Yari Ugolini, Michele Candela, Izzy Op de Beeck, Marco Deplano, Fabrizio Forghieri, Devis Granziera und Spiritocrampo. Ein Jahr später veröffentlichte die Gruppe mit Cronache Dal Sottosuolo ein zweites Album. Erneut beteiligten sich namhafte Künstler des Dark-Jazz-, Post-Industrial- und Neofolk-Spektrums an der Veröffentlichung. Neben solchen die schon das Debüt begleitet hatten Nanni Svampa, DAN PK und Christian Ryder.

## Stil
Die Musik von L’Amara steht in der Tradition der Musik der beteiligten Künstler und ordnet sich dem italischen Neofolk zu. Dabei kombiniere die Gruppe „schwarzgallige Melancholie und mediterrane Herzigkeit“. Zwischen italienischer Pop- und Schlagermusik im „Walzertakt mit Schrammelgitarre“ variiert die Musik bis an das Genre des Dark Cabaret angesiedelten Stücke oder typischem Neofolk. Markant sei derweil, dass eine „subtile[…] Darkjazz-Note“ im gesamten Werk von L’Amara vernehmbar sei.

## Diskografie
- 2019: L’Amara (Album, Hau Rock! SPQR/Signora Ward Records)
- 2019: La Croce Sul Fosso (Single, Hau Ruck! SPQR)
- 2020: Cronache Dal Sottosuolo (Album, Hau Rock! SPQR/Signora Ward Records)
- 2021: Nostra Signora delle Galere (Album, Hau Rock! SPQR/Signora Ward Records)
- 2022: Beautiful Loser (EP, Hau Rock! SPQR/Signora Ward Records)
- 2023: L’Amara Live (Live-Album, Hau Rock! SPQR/Signora Ward Records)
- 2023: In Vino Veritas (Album, Hau Rock! SPQR/Signora Ward Records)